# Palacio de Traventhal

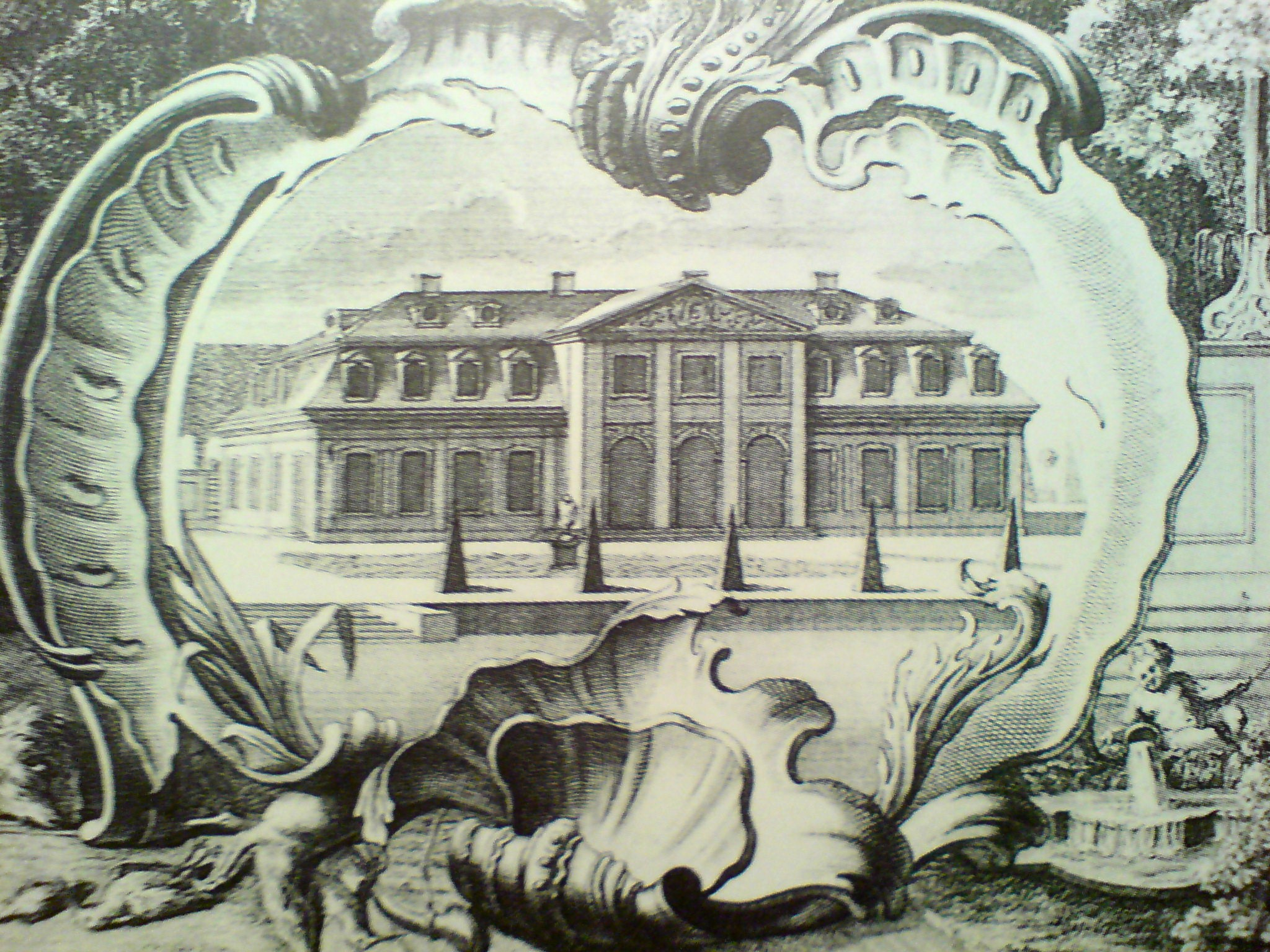
El edificio principal del Palacio de Traventhal en torno a 1760. Parte de un grabado en cobre por G. Heumann.

El Palacio de Traventhal (en alemán: Schloss Traventhal) en el municipio de Traventhal, cerca de Bad Segeberg, en la parte meridional del estado alemán de Schleswig-Holstein, era la residencia de verano de los duques de Schleswig-Holstein-Sonderburg-Plön. En el siglo XVIII la mansión era famosa por su jardín barroco tardío, que era el mayor y más significativo de su tipo en los ducados. Con la disolución del Ducado de Plön en 1761, el breve apogeo de la casa señorial llegó a su fin. La mansión original fue demolida al final del siglo XIX y reemplazada por un nuevo edificio típico de su tiempo de estilo historicista.

## Biografía
- Hartwig Beseler (Hrsg.): Kunsttopographie Schleswig-Holstein. Neumünster 1974, S. 767.
- Hubertus Neuschäffer: Schleswig-Holsteins Schlösser und Herrenhäuser. Husum Verlag, Husum 1992, ISBN 3-88042-462-4.
- Peter Hirschfeld: Herrenhäuser und Schlösser in Schleswig-Holstein. Deutscher Kunstverlag, München 1980, ISBN 978-3-422-00712-3.
- Hans und Doris Maresch: Schleswig-Holsteins Schlösser, Herrenhäuser und Palais. Husum Verlag, Husum 2006, ISBN 3-89876-278-5.
- Georg Dehio: Handbuch der Deutschen Kunstdenkmäler. Hamburg, Schleswig-Holstein. Deutscher Kunstverlag, München 1994, ISBN 978-3-422-03033-6.